# Ghizo
L’île Ghizo est une île des Salomon où se situe la capitale, Gizo de la Ouest. L'île porte le nom d'un chasseur de tête local malfamé.
Ghizo est relativement petite, 11 km de long et 5 km de large, avec un sommet de 180 m (Maringe Hill).
En 1955, des Gilbertins ont été évacués des îles Phœnix après une tentative de peuplement manquée et replacés sur Ghizo (village de Nusaburaku).

### Webographie
- vidéo de WN sur Ghizo